# Libro per trascorrere l'eternità
Il Libro per trascorrere l'eternità è un insieme di antichi testi funerari egizi, composti per aiutare il defunto a trascorrere la sua esistenza  nel Duat. La più antica copia conosciuta risale circa al 332-30 a. C. in pieno periodo tolemaico, ma fu particolarmente utilizzato durante la dominazione romana dell'Egitto, dal 30 a. C. ed almeno fino al II secolo d.C.
Il libro contiene la descrizione della devozione del ka ai riti religiosi e alla frequentazione del tempio di Osiride nell'aldilà.